# Франция на «Евровидении-1995»
Франция принимала участие в сороковом выпуске телевизионного конкурса Евровидение-1995, который состоялся 13 мая в театре "Пойнт" в Дублине, Ирландия. Страну представляла юная певица Натали Сантамария с песней Il me donne rendez-vous ("Он назначает мне свидание"), написанной Франсуа Бернгеймом и Дидье Барбеливьеном в стиле нового французского шансона. По итогам голосования она заняла четвёртое место из 23, набрав 94 очка. Это был шестой раз подряд, когда Франция финишировала на Евровидение в десятке лучших. Поэтому, Il me donne rendez-vous стала предшественницей французской заявки на Евровидение-1996 Diwanit bugale, исполненной Даном Ар Бразом и группой L'Héritage des Celtes. Конкурс был показан на канале France 2 с комментариями Оливье Минне. Глашатаем, объявлявшим очки Франции, был Тьерри Беккаро.

## Предыстория
К моменту своего участия на Евровидении-1995 Франция уже принимала участие в конкурсе 38 раз с момента организации первого выпуска в 1956 году, как одна из семи оригинальных стран. На счету Франции имелось пять побед: в 1958 году с песней Dors, mon amour в исполнении Андре Клаво; в 1960 году с песней Tom Pillibi в исполнении Жаклин Буайе; в 1962 году с песней Un premier amour в исполнении Изабель Обре; в 1969 году в четверной ничье с песней Un jour, un enfant в исполнении Фриды Боккара и в 1977 году с песней L'Oiseau et l'Enfant в исполнении Мари Мириам. Франция не принимала участия только дважды: в 1974 и 1982 годах. На Евровидение-1994 страну представляла певица Нина Морато с песней Je suis un vrai garçon, которая заняла седьмое место, набрав 78 очков, позволив, тем самым, участвовать Франции и на конкурсе 1995 года.

## До «Евровидения»

### Внутренний отбор
Начиная с 1983 года, когда Франция вернулась на Евровидение после годового перерыва, телекомпания Antenne 2 занималась вещанием и организацией отбора страны на конкурс. С 1983 года все заявки от Франции отбирались путём национального финала, на котором телезрители выбирали артиста и песню. С 1988 года из-за слабых результатов прошлых лет телекомпания Antenne 2 использовала внутренний отбор для выбора артиста и песни для отправки на Евровидение. Данная процедура была использована и в 1995 году. Тогда телекомпания France 2 объявила, что представлять Францию на Евровидение в Дублине будет юная певица Натали Сантамария с песней Il me donne rendez-vous. Натали является выпускницей национальной консерватории Ниццы по классу клавишных инструментов и вокала. В 1995 году она начала сотрудничать с композитором Франсуа Бернгеймом, который и предложил ей исполнить его песню Il me donne rendez-vous на Евровидение.

## На «Евровидении»
В 1993 году в связи с распадом СССР, Югославии и ликвидацией блока стран Организации Варшавского договора, Европейский вещательный союз из-за наплыва новых стран установил правило о квалификации на Евровидение. Согласно ему страны, занявшие последние семь мест по итогам конкурса, понижались до статуса "пассивного участника" и, таким образом, уступали место для дебютантов. Поскольку Франция участвовала на Евровидение-1994, где заняла седьмое место, то она была допущена к конкурсу 1995 года. Натали Сантамария выступала под номером 12, между Хорватией и Венгрией. В конце голосования она заняла четвёртое место из 23, набрав 94 очка. Это был шестой раз подряд, когда Франция финишировала на Евровидение в десятке лучших. 12 очков французское жюри присудило Великобритании и 0 очков России. Россия не присудила Франции ни одного очка. Дирижёром во время исполнения французской заявки был Мишель Бернгольц.

### Голосование
| Очки      | Страна                           |
| --------- | -------------------------------- |
| 12 баллов |                                  |
| 10 баллов | - Австрия - Венгрия              |
| 8 баллов  | - Германия - Исландия - Словения |
| 7 баллов  | - Израиль - Польша               |
| 6 баллов  | - Бельгия - Дания - Норвегия     |
| 5 баллов  | - Ирландия                       |
| 4 балла   |                                  |
| 3 балла   | - Хорватия - Швеция              |
| 2 балла   | - Греция - Кипр - Турция         |
| 1 балл    | - Великобритания                 |

| Очки      | Страна         |
| --------- | -------------- |
| 12 баллов | Великобритания |
| 10 баллов | Норвегия       |
| 8 баллов  | Австрия        |
| 7 баллов  | Испания        |
| 6 баллов  | Мальта         |
| 5 баллов  | Греция         |
| 4 балла   | Португалия     |
| 3 балла   | Швеция         |
| 2 балла   | Исландия       |
| 1 балл    | Ирландия       |